# Alfred Waibel
Alfred Waibel (* 4. August 1957 in Deutschland) ist ein ehemaliger deutscher Motorradrennfahrer.
Von 1979 bis 1991 fuhr Waibel, Bruder des Motorradrennfahrers Gerhard Waibel, mit Unterbrechungen in der 125-cm³-Klasse der Grand-Prix-Rennserie. Dabei belegte er in der Gesamtwertung die folgenden Plätze:
- 1979: 36. / 2 Punkte
- 1981: 34. / 1 Punkt
- 1982: 17. / 7 Punkte
- 1985: 12. / 10 Punkte
- 1986: 18. / 5 Punkte (in dieser Saison fuhr er zudem in der 80-cm³-Klasse und belegte dort im Endklassement mit drei Punkten den 20. Platz)
- 1988: 19. / 24 Punkte
- 1989: 16. / 25 Punkte
- 1990: 19. / 31 Punkte
- 1991: 28. / 9 Punkte

1979, 1981, 1985 bis 1988 war Waibel überdies insgesamt sechs Mal Deutscher Meister in der Achtelliter-Klasse.